# Jody Azzouni
Jody Azzouni (* 9. Mai 1954 als Jawad Azzouni) ist ein US-amerikanischer Philosoph, Autor und Poet, der aktuell als Philosophieprofessor an der Tufts University arbeitet.
Er machte seinen Bachelor und seinen Master an der New York University und seinen Ph.D. an der City University of New York.

## Derzeitige Arbeit als Philosoph
Azzouni arbeitet aktuell an den Philosophien der Mathematik, der Wissenschaft, der Logik, der Sprache, der Metaphysik, der Erkenntnistheorie und der Ästhetik. Er bestätigt wie viele seiner Kollegen seine Verpflichtung zum 2000 verstorbenen Philosophen Willard Van Orman Quine.
Eine seiner unverkennbaren Aussagen ist die Behauptung, es würden keine mathematischen Objekte existieren. Im Gegensatz zu Hartry Field denkt er jedoch, dass diese im wörtlichen Sinn existieren würden. Er sagt, dass es keine Möglichkeit gebe, ein Standardobjekt zu beschreiben, aber dass man es mündlich beschreiben könne. Wenn man ihn fragen würde, wie viele Primzahlen zwischen 1 und 10 liegen, würde ein anderer Mensch „4“ sagen, Azzouni jedoch würde in Frage stellen, ob da überhaupt eine Zahl wäre. Er suggeriert uns, „nein“ zu sagen.

## Sonstiges
Azzouni veröffentlichte bereits einige Kurzgeschichten. Sein Poesiebuch The Lust For Blueprints enthält seinen typischen Mix aus Humor und makaberem Stil.

## Werke

### Philosophie
- Metaphysical Myths, 1994
- Knowledge and Reference in Empirical Science, 2000
- Deflating Existential Consequence: A Case for Nominalism, 2004
- Tracking Reason: Proof, Consequence and Truth, 2006
- Talking About Nothing: Numbers, Hallucinations and Fictions, 2010

### Poesie
- The Lust for Blueprints, 1999, ISBN 0922558078 / ISBN 978-0922558070.
- Hereafter Landscapes, 2010, ISBN 0-922558-42-6.